# Конрад Марајс
Конрад Марајс (енгл. Conrad Marais; 26. април 1989) професионални је рагбиста и репрезентативац Намибије, који тренутно игра за Безиерс Херолт у другој француској лиги. Висок 193 цм, тежак 103 кг, игра на позицији крила. За репрезентацију Намибије је до сада одиграо 10 тест мечева и постигао 25 поена.,